# Honda XL 125V Varadero
Honda XL 125 V – motocykl szosowo-turystyczny produkowany przez koncern motocyklowy Honda. Jest to bardzo dobrze sprzedający się motocykl, idealny zarówno dla młodych motocyklistów, jak i dla tych bardziej doświadczonych, którzy chwalą go za jego poręczność.
W roku 2007 motocykl został poddany liftingowi, zmieniono owiewki przednie, reflektor przedni, lampę tylną, a gaźnik zastąpiono elektronicznym wtryskiem paliwa.

## Dane techniczne Varadero 125 (2001-2011)
| Lata produkcji wersji                                    | Varadero 125 2001-2016 |
| Długość całkowita (mm)                                   | 2245 |
| Szerokość (mm)                                           | 830 |
| Wysokość (mm)                                            | 1251 |
| Rozstaw osi (mm)                                         | 1450 |
| Prześwit (mm)                                            | 190 |
| Wysokość siodła (mm)                                     | 800 |
| Masa pojazdu (kg)                                        | suchy 167 / gotowy do drogi 187 / DMC 349 |
| Zawieszenie przednie / średnica goleni / skok (mm)       | Widelec teleskopowy / 36 / 132 |
| Zawieszenie tylne / skok (mm)                            | Wahacz wleczony, amortyzator z regulacją napięcia wstępnego sprężyny 150 mm |
| Rozmiar kół motocykla (mm)                               | Przód: 100/90 ZR18 – Tył: 130/80 ZR17 |
| Hamulec przedni (mm):                                    | Jednotarczowy dwutłoczkowe 276 x 4 |
| Hamulec tylny (mm):                                      | Jednotarczowy jednotłoczkowy 220 x 4 |
| Pojemność skok. (cm³)                                    | 125 cm³ |

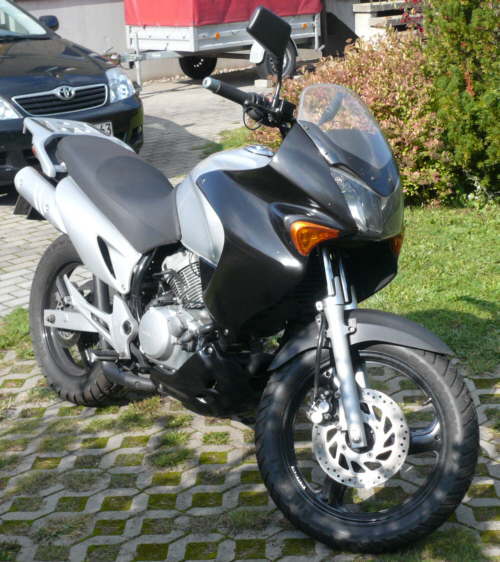
Honda Varadero 125 przed liftingiem (2001-2006)

| Typ silnika                                              | V2 – 4v SOHC – V90° wtrysk elektronicznie sterowany PGM-FI po 2 zawory na cylinder (2007-2011) gaźnik (2001-2006) |
| Stopień sprężania                                        | 11,8 : 1 |
| Moc kW (KM)                                              | 11kW (15KM) przy 11000 obr./min |
| Maks. moment obrotowy                                    | 10 Nm przy 8500 obr./min |
| Skrzynia biegów                                          | 5-biegowa manualna I-3,722 II-3,083 III-1,933 IV-1,173 V-1,000 |
| Przełożenie główne                                       | 3,142 |
| Prędkość maksymalna (km/h)                               | 125 km/h |
| Norma EURO                                               | EURO 3 (Reaktor katalityczny HECS3 z czujnikiem tlenu) |
| Alternator (W)                                           | 400 W / 5000 obr/min |
| Zbiornik paliwa (l)                                      | 17 L (w tym 3 rezerwa) |
| Olej silnikowy bez filtra / z filtrem / po demontażu (l) | 1,2 / 1,3 / 1,5 |
| Ilość płynu chłodniczego (l)                             | 1,01 |
| Średnica cylindra i skok tłoka (mm)                      | 42,0 x 45,0 |
| Świece zapłonowe                                         | CR8EH – 9 (NGK) lub U24FER9 (DENSO) |
| Szczeliny świecy zapłonowej (mm)                         | 0,80 – 0,90 |
| Obroty na biegu jałowym (wolne)                          | 1500 obr/min |
| Luz zaworowy (na zimno)                                  | Ssanie 0,15 mm Wydech 0,24 mm |
| Zalecane ogumienie                                       | Bridgestone TRAIL WING 53 G / 54 G Pirelli MT90 ST |
| Akumulator                                               | 12 V – 6 Ah |
| Światła                                                  | Reflektor 12 V – 35/35 W x 2 (BA20D) Światło tylne/Stop 12 V – 5/21 W Kierunkowskazy: przednie/ tylne 12 V – 21 W x 2 Światło pozycyjne 12 V – 5 W Oświetlenie wskaźników LED Lampka kontrolna biegu neutralnego LED Lampka kontrolna kierunkowskazów LED Lampka kontrolna światła drogowego LED Oświetlenie tablicy rejestracyjnej 12 V – 5 W |
| Bezpieczniki                                             | Główny – 30 A Pozostałe – 10 A |